# Bos primigenius africanus
A Bos primigenius africanus az emlősök (Mammalia) osztályának párosujjú patások (Artiodactyla) rendjébe, ezen belül a tülkösszarvúak (Bovidae) családjába tartozó kihalt őstulok (Bos primigenius) egyik alfaja.

## Előfordulása, leírása
A Bos primigenius africanus amint neve is utal rá, egykoron Afrikában fordult elő; jobban mondva Észak-Afrika erdeit és bozótosait népesítette be, a pleisztocén kor második felében és a holocén kor egy részében. Ekkortájt Észak-Afrika és Szahara zöldebb területek voltak. Az állat, feltételezések szerint már a középkor előtt kihalt.
Ez az őstulok alfaj, a Bos primigenius primigenius nevű alfaj Közel-Keleten élő állományából alakult ki, amikor is az meghódította Afrika északi részét. A két alfaj átlagos mérete és alakja majdnem azonos, emiatt egyes kutatók szerint a Bos primigenius africanus nem alkot külön alfajt, hanem a Bos primigenius primigenius-nak egy biogeográfiai változata. Egyes rajzok szerint, az állat hátán világos nyeregalakú folt lehetett.

## Fordítás
- Ez a szócikk részben vagy egészben  az   Aurochs#Evolution című angol Wikipédia-szócikk ezen változatának fordításán alapul.  Az eredeti cikk szerkesztőit annak laptörténete sorolja fel. Ez a jelzés csupán a megfogalmazás eredetét és a szerzői jogokat jelzi, nem szolgál a cikkben szereplő információk forrásmegjelöléseként.